# Berberis minutiflora
Berberis minutiflora är en berberisväxtart som beskrevs av Camillo Karl Schneider. Berberis minutiflora ingår i släktet berberisar, och familjen berberisväxter. Inga underarter finns listade i Catalogue of Life.